# Албенский, Александр Борисович
Александр Борисович Албенский (1802 — не ранее 1844) — российский историк.

## Биография
Родился в 1802 году в семье православного священника — протоиерея Санкт-Петербургской Коломенской Покровской церкви.
В 1821 году окончил семинарию с чином 13-го класса. Затем учился в Санкт-Петербургском университете, историко-филологический факультет которого окончил в 1827 году со степенью кандидата.
Служил в Артиллерийском департаменте Морского министерства Российской империи. Дослужился до чина коллежского советника, пожалованного ему 25 июня 1843 года. В официальных изданиях Российской империи последние сведения о нём относятся к 1844 году, когда он занимал должность начальника исполнительного отделения Артиллерийского департамента. В этом же году был сменён на указанной должности А. В. Ильиным.
В журнале «Северный архив» были напечатаны его исторические статьи: «Состояние России в XI веке» (Ч. XXV. — С. 105 и 197) и «О друидах» (Ч. XXIX, 121); в «Сыне отечества» напечатана заметка «Нечто из поездки в Финляндию в 1836 году» (Ч. LLXXVII.— № 17). Отдельно было издано его кандидатское сочинение «О состоянии России и современных государств Европы в XI веке» (Санкт-Петербург: тип. Н. Греча, 1827. — [6], 90 с.). 
Был награждён орденом Св. Анны 3-й степени.